# Haeromys margarettae
Haeromys margarettae é uma espécie de roedor da família Muridae.
Pode ser encontrada nos seguintes países: Indonésia e Malásia.
Os seus habitats naturais são: florestas secas tropicais ou subtropicais.